# Keilbusch
Keilbusch ist ein Ortsteil der sächsischen Gemeinde Diera-Zehren im Landkreis Meißen. Er wurde am 1. November 1935 nach Zehren eingemeindet, mit dem der Ort am 1. Januar 1999 zur Gemeinde Diera-Zehren kam.

## Geographie

### Geographische Lage und Verkehr
Keilbusch liegt in der Lommatzscher Pflege, links der Elbe. Der Ort befindet sich im südlichen Teil von Diera-Zehren, etwa drei Kilometer von Zehren und der Kreisstadt Meißen entfernt. Der Ort erstreckt sich größtenteils entlang der Bundesstraße 6 sowie im Tal des Jahnabachs, der in Keilbusch in die Elbe mündet. Von der B 6 zweigt die Jahnatalstraße in Richtung Seebschütz ab. An den ÖPNV ist der Ortsteil über die Buslinien 416 und 446 der Verkehrsgesellschaft Meißen angeschlossen. Der Abschnitt der Elbauen bei Keilbusch heißt Güldene Aue. Der Elberadweg führt durch Keilbusch.

### Nachbarorte
| Kleinzadel | Karpfenschänke                                  |                                                           |
| Mischwitz  | Kompassrose, die auf Nachbargemeinden zeigt     | Meißen, Gemarkung Klostergut zum Heiligen Kreuz (Exklave) |
| Jesseritz  | Meißen, Gemarkung Klostergut zum Heiligen Kreuz | Rottewitz                                                 |

## Geschichte

### Abgegangene Burg
Unmittelbar südlich des heutigen Ortes befand sich auf dem Schlossberg, einem Bergsporn über dem Jahnatal und der Schlossmühle, eine frühdeutsche Wehranlage. Dieses Gelände bildet heute den westlichsten Punkt des Meißner Stadtgebiets (Gemarkung Klostergut zum Heiligen Kreuz). Die Spornburg war eine Motte (Turmhügel) mit einem Doppelgraben als Abschnittsbefestigung vermutlich aus der Zeit zwischen 1200 und 1250. Hier vermuteten Ursinus (1788) und darauf aufbauend Karl Benjamin Preusker (1844) die böhmische Burg Gvozdec nach ihrer Verlegung 1088:
- Die nahe bei Meißen durch den Böhmen=Herzog Wratislaw angelegte erste Burg Guozdek wird mit viel Wahrscheinlichkeit auf dem Gipfel der hohen Eifer, die gleichnamige zweite 1088 auf dem Burgberge in Keilbusch angenommen; von beiden bald darauf zerstörten Burgen haben sich keine Ueberreste erhalten, zumal da es nur leichte, flüchtige Baue seyn konnten.[3]

Nach derzeit Herrschender Lehre (2018) würde es sich bei Gvozdec um die Burgwallanlagen Niederwartha handeln. Auch diese Meinung ist nicht völlig sicher. Fest steht nur, dass das oppidum Gvozdec als castrum prope urbem Missen (Burg in der Nähe der Stadt Meißen) bezeichnet wurde.

### Ort
Keilbusch war ursprünglich eine Holzung in der Flur von Gasern, die 1402 als Kylepusch erstmals erwähnt wurde. Der Waldname, für den 1551 die Schreibweise Keylpusch belegt ist, geht vermutlich auf die keilartige Form des Waldstücks zurück.
Bereits 1537 bestand am Elbstromkilometer 86 bei Keilbusch eine Fährverbindung in dem damals noch unbesiedelten Talabschnitt. Außerdem gab es entlang des Jahnabachs mehrere Mühlen, darunter die Schlossmühle.
Die Keilbuscher Waldungen waren vom 16. bis ins frühe 19. Jahrhundert in Besitz des kursächsischen bzw. königlich-sächsischen Schulamts Meißen. Zur Bildung einer Häuslerzeile kam es erst nach der 1791 vollzogenen Verlegung der heutigen Bundesstraße ins Elbtal. Ab der ersten Hälfte des 19. Jahrhunderts wurden hier Häuser errichtet. Der Ort gehörte 1843 zum Amt Meißen und war nach Zehren gepfarrt. Bei den im 19. Jahrhundert im Königreich Sachsen durchgeführten Verwaltungsreformen wurden die Ämter aufgelöst. Dadurch kam Keilbusch im Jahr 1856 unter die Verwaltung des Gerichtsamts Meißen und 1875 an die neu gegründete Amtshauptmannschaft Meißen. Im Jahr 1900 betrug die Größe der Gemarkung 52 Hektar. Von den 171 Einwohnern, die 1925 in Keilbusch lebten, waren 167 evangelisch-lutherische Bürger und zwei Katholiken.
Am 1. November 1935 wurde Keilbusch nach Zehren eingemeindet. Mit diesem kam es durch die Kreisreform 1952 zum aus der Amtshauptmannschaft gebildeten Kreis Meißen im Bezirk Dresden, der sich in der Nachwendezeit mehrmals vergrößerte. Diera und Zehren schlossen sich am 1. Januar 1999 zu Diera-Zehren zusammen, seitdem ist Keilbusch ein Ortsteil dieser Gemeinde.
Wichtigster Arbeitgeber im Ort war der im Jahnatal gelegene VEB Schulkreidewerk Keilbusch, ein wichtiger Produzent von Tafelkreide in der DDR. Regionale Bekanntheit erlangte ferner das Gasthaus Güldene Aue, das auf eine Raststätte an der Poststraße von Dresden nach Leipzig, der heutigen B 6, zurückgeht. Ein Wagen der 1926 stillgelegten Döbelner Straßenbahn blieb bis heute erhalten, weil er jahrzehntelang auf einem Keilbuscher Grundstück als Gartenlaube gedient hatte.

### Entwicklung der Einwohnerzahl
| Jahr | Einwohnerzahl |
| ---- | ------------- |
| 1834 | 34            |
| 1871 | 107           |
| 1819 | 116           |
| 1910 | 137           |
| 1925 | 171           |
| 2011 | 88            |
| 2019 | 79            |

## Persönlichkeiten
- Dieter Helm (1941–2022), Politiker, in Keilbusch geboren